# Odontocerum albicorne
Odontocerum albicorne là một loài Trichoptera trong họ Odontoceridae. Chúng phân bố ở miền Cổ bắc.